# Stormgod

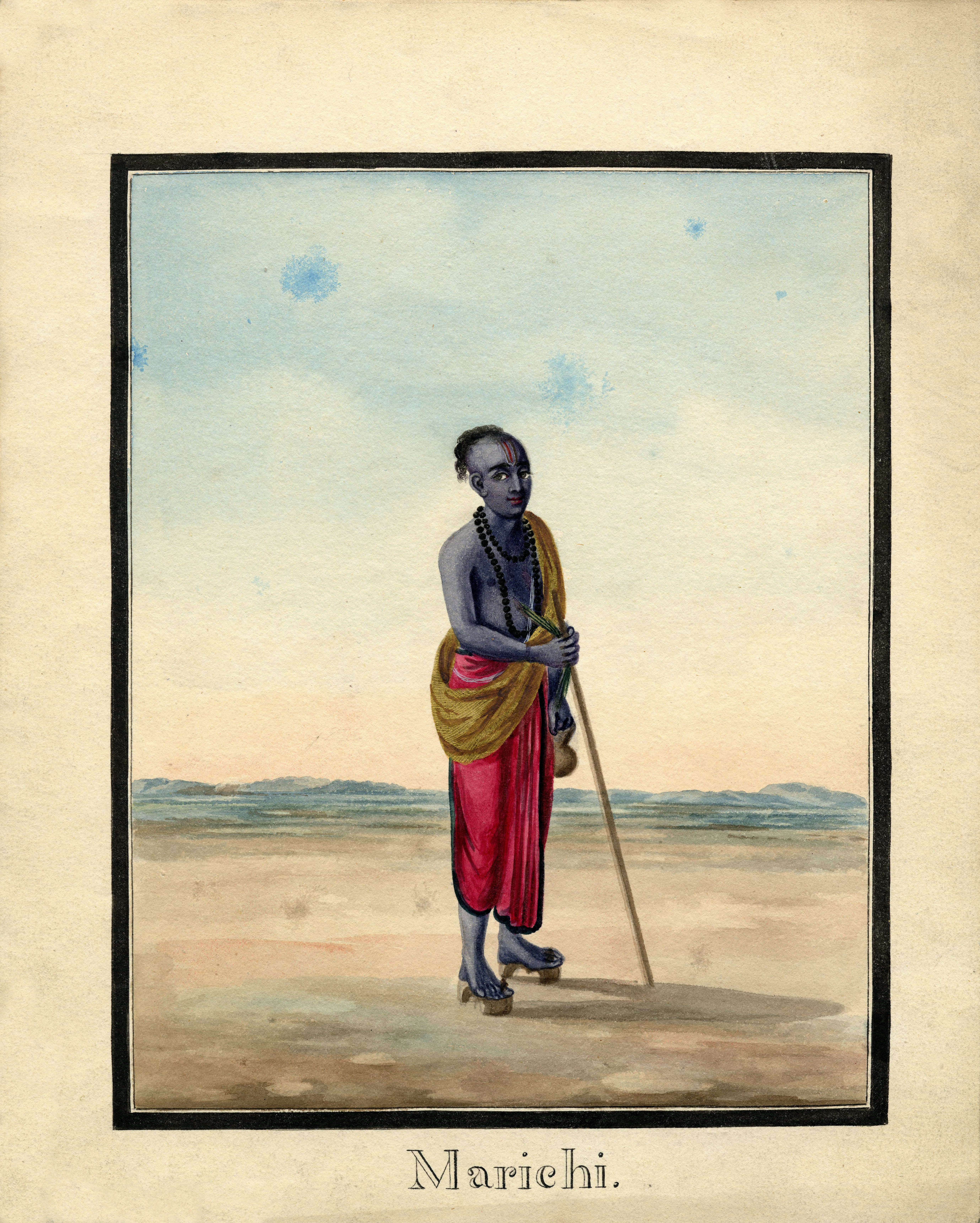
Marichi (lichtstraal) is leider van de Maruts; de stormgoden

Een stormgod is een weergod, meestal mannelijk, die in diverse religiën en mythologieën geassocieerd wordt met de macht van de atmosfeer wanneer deze hevig turbulent in beroering is. Er wordt een emotioneel verband gemaakt met de woede of toorn van het bovennatuurlijk wezen, dat vaak tegelijk ook als opperwezen wordt beschouwd. In de storm als weerfenomeen is deze goddelijke woede het best zichtbaar, voelbaar en ook hoorbaar, zo meent men, als bliksem, wind en donder. 
Een andere relatief recentere stormgod was de Ugaritische Baäl die later in conflict trad met de Israëlitische JHWH, een eveneens bliksemende toornige god, die heel wat eigenschappen van Baäl overerfde. De Griekse Zeus werd geassocieerd met wind, regen en bliksem, net als de Thracische Sabazios. Ook de Luwische Tarhund, de Hettitische god Teshub, en de Noord-Europese god Thor zijn typische stormgoden.
Een stormgod wordt soms ook als oorlogsgod bestempeld, maar dit is niet altijd het geval. De Chinese God van de donder, Lei Gong, bijvoorbeeld wordt nooit gezien als oorlogsgod.
Een stormgod wordt vaak geassocieerd met donder en bliksem. De Vedische god Indra bijvoorbeeld wordt typisch afgebeeld terwijl hij bliksems slingert, meestal naar vijanden, aangezien het een god van de kshatriya (strijders) kaste is.

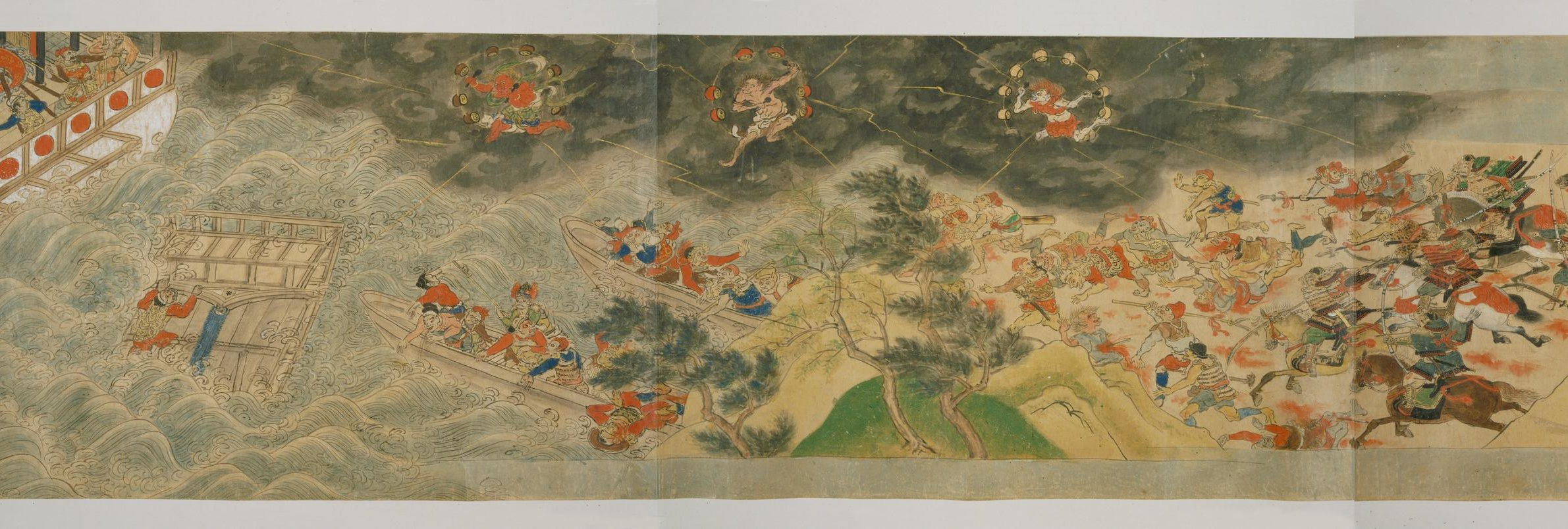
Dondergoden vallen hun vijanden aan, 1517

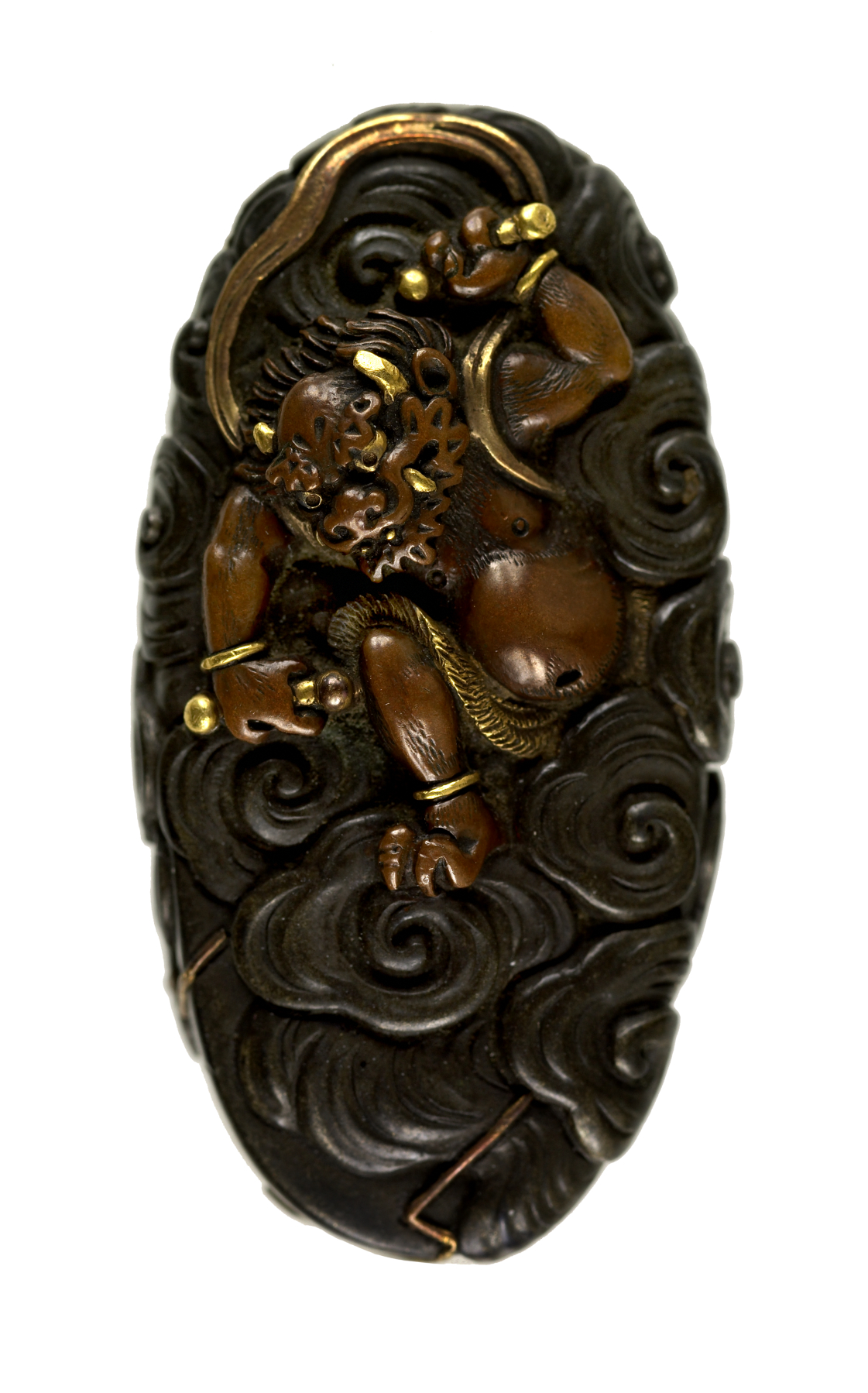
Raijin met rituele vajra in zijn handen, 19e eeuw

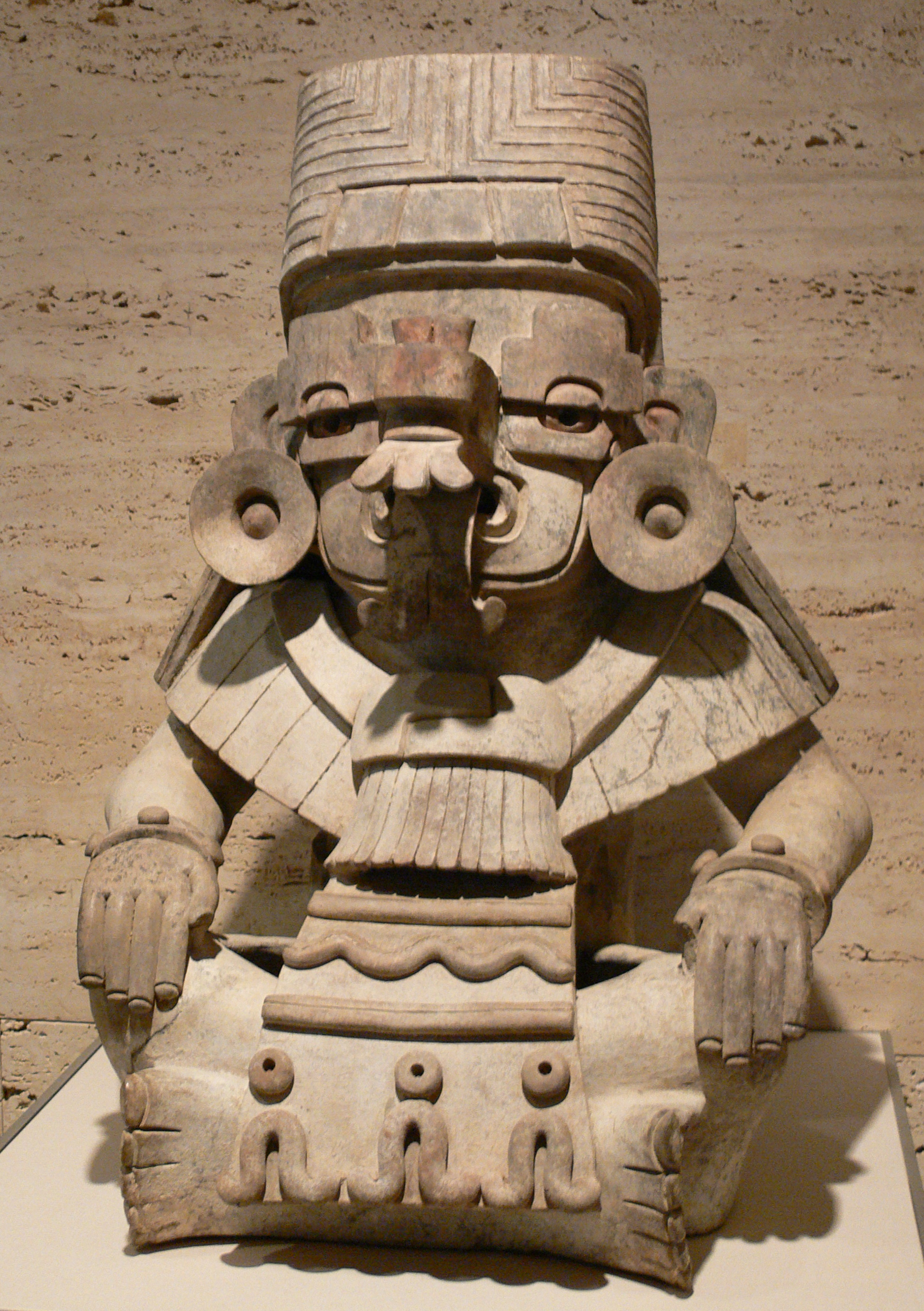
Urn in de vorm van Cociyo

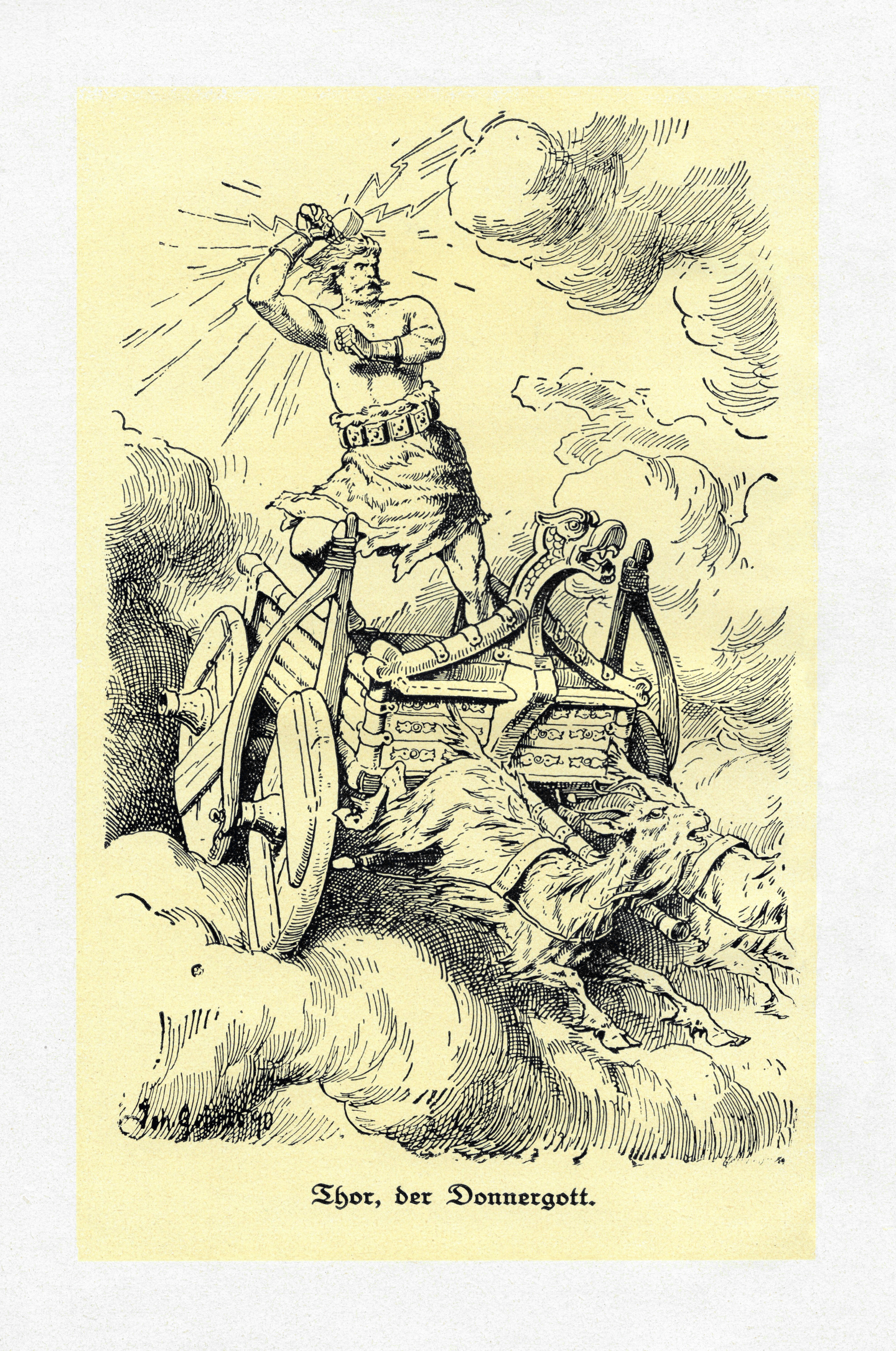
Thor de dondergod, Götter und Helden der alten Germanen : Der Edda nacherzählt, Johannes Gehrts, 1890

Vaak is de dondergod de oppergod, hoger dan de andere goden, of staat in relatie met deze god zoals Thor (zoon van Odin in de Noorse mythologie). Enkele voorbeelden zijn Indra in het hindoeïsme, Zeus in de Griekse mythologie en Perunu in de Slavische mythologie.

## Lijst van dondergoden
- Adad (Mesopotamische mythologie)
- Aplu (Etruskische mythologie)
- Baäl (Oude Egypte, Fenicië)
- Bacab (Mayamythologie)
- Chaac (Mayamythologie, Yucateeks Maya)
- Donar (Thor) (Germaanse mythologie)
- Haikili (Polynesische mythologie)
- Illapa (Incamythologie)
- Indra (Hindoeïsme)
- Jupiter (Romeinse mythologie)
- Kaha'i (Polynesische mythologie)
- Lei Gong (Taoïsme)
- Mulungu
- Perkele (Finse mythologie)
- Perkūnas (Baltisch heidendom)
- Perkwunos (Indo-Europees)
- Perunu (Slavische mythologie)
- Raijin
- Reshef (Fenicische mythologie)
- Shango
- Taranis (Keltische mythologie)
- Tarhunnas
- Taru (Hettitische mythologie)
- Tāwhaki (Polynesische mythologie)
- Teshub (Hurritische mythologie)
- Te Uira (Polynesische mythologie)
- Thor (Þór) (Noordse mythologie)
- Tinia (Etruskische mythologie)
- Tlaloc (Azteekse mythologie)
- Tupan
- Zeus (Griekse mythologie)
- Zibelthiurdos (Thracische mythologie)

## Afbeeldingen

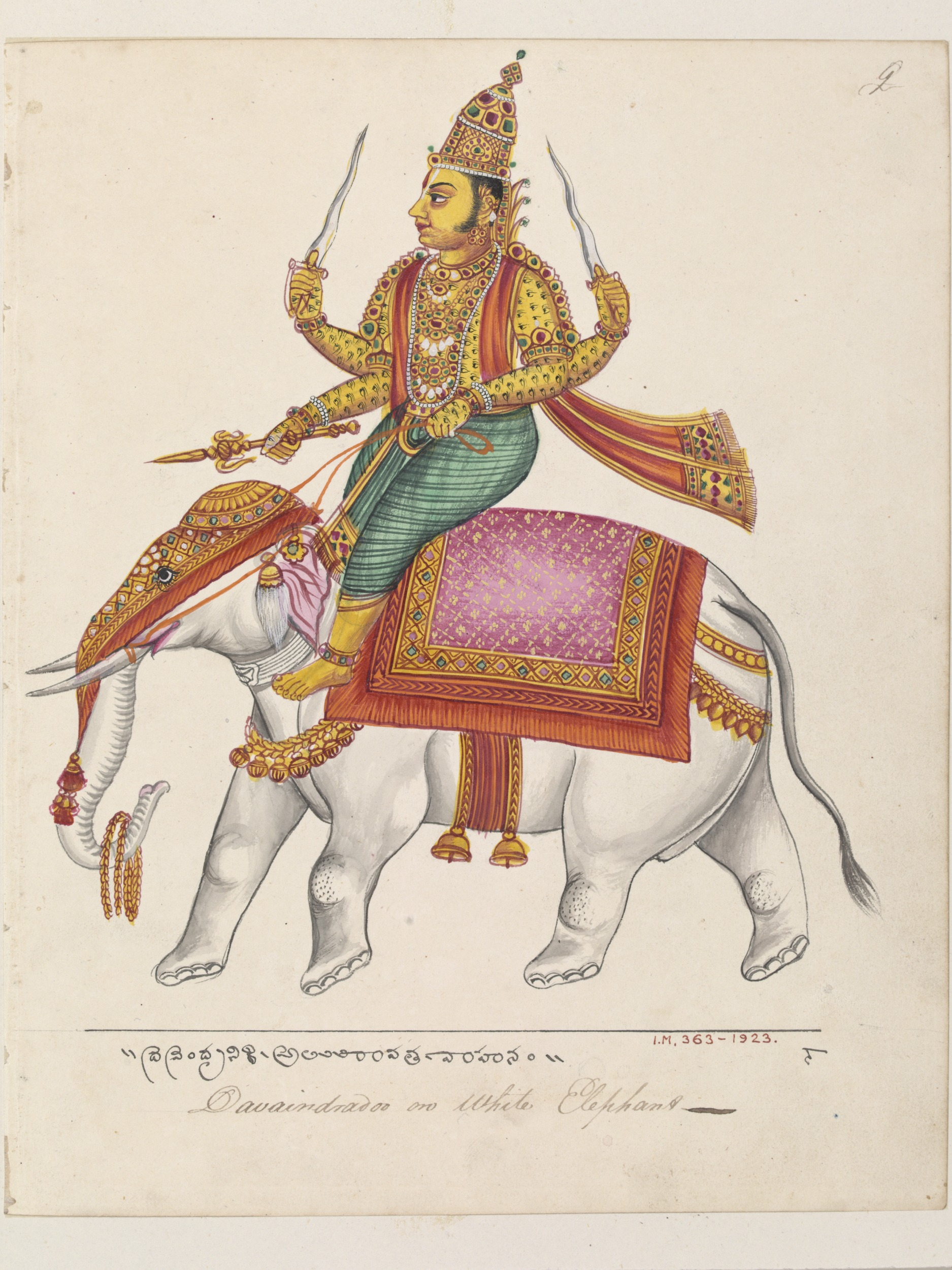
Indra op Airavata
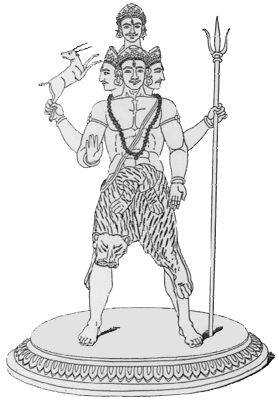
Rudra
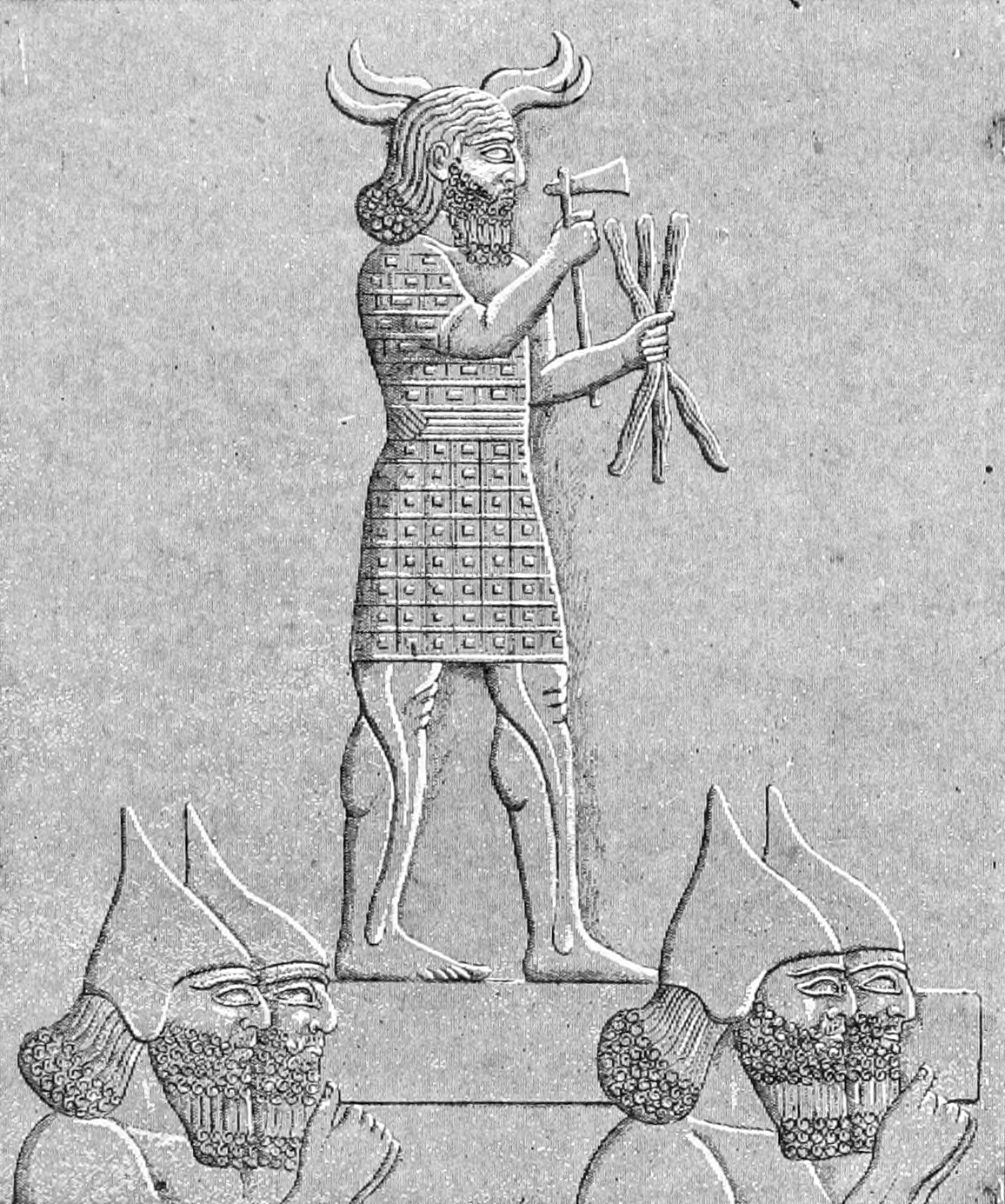
Adad